# HMS Association
HMS Association je bila admiralska ladja admiral Sira Cloudesleya Shovella, ki se je leta 1707 potopila pri Isles of Scilly, kar še zmeraj velja za eno najhujših pomorskih nesreč v zgodovini Združenega kraljestva.

## Zgodovina
Leta 1699 so jo zgradili kot drugorazredno linijsko ladjo v Portsmouthu; imela je 96 topov.
Sodelovala je v španski nasledstveni vojni, med drugim tudi pri zajetju Gibraltarja 21. julija 1704.
Oktobra 1707 je zaradi navigacijske napake zadela Gilstone Rock, pri čemer je umrla celotna posadko okoli 800 mož; skupaj z njo so se potopile še tri druge ladje.